# 韓松
韓松（かん しょう、1965年8月 - ）は、中華人民共和国の小説家、SF作家。重慶生まれ。武漢大学英文系卒業後、修士課程は新聞系に進学。文学学士、法学修士号取得。1991年、新華社通信に入社し、記者となる。
1987年、中国のSF雑誌『科学文芸』（後の『科幻世界』（zh））で短編「第一句話」を発表しデビュー。1988年発表の「天道」は、第2回銀河賞で優秀作品に選出された。
2007年に日本で行われた第65回世界SF大会（第46回日本SF大会と共催）では、小説家・翻訳家の立原透耶らとともに企画「アジアのSFと周辺事情〜現状を語る」に参加し、中国SFの歴史と当時の現状を紹介した。またこの来日の際には、尊敬する小松左京にも面会している。
公刊された日本語訳には、年代記形式で書かれた長編『紅色海洋』（原題）の一部分を訳した「水棲人」（S-Fマガジン掲載）がある。

## 主な受賞歴
- 1989年 - 第2回銀河賞（当時は「中国科幻銀河賞」）（「天道」）
- 1991年 - 世界華人科幻芸術賞一等賞 （「宇宙墓碑」、台湾のSF雑誌『幻象』掲載）
- 1995年 - 第7回銀河賞二等賞（「没有答案的航程」）
- 1995年 - 中国科幻文芸賞
- 2010年 - 第1回星空賞 ベスト短編小説賞 （「暗室」、『新幻界』（2009年6月）掲載）
- 2010年 - 第1回中国星雲賞（世界華人SF協会主催）作家賞（劉慈欣と同時受賞）

## 主な作品
- 水棲人（原題：水栖人） - 『S-Fマガジン』2008年9月号、訳：立原透耶、翻訳協力：肖爽
  - 『紅色海洋』（原題原表記：红色海洋）の第3部第1章「水栖人」を訳したもの。
- 再生レンガ - 『中国現代文学 13』(中国現代文学翻訳会/編、ひつじ書房、2014年9月)、訳：上原かおり
- セキュリティ・チェック - 『S-Fマガジン』2017年2月号、訳：幹遙子
- 潜水艇 - 『月の光　現代中国SFアンソロジー』（ケン・リュウ/編、早川書房、2020年3月）訳：中原尚哉
- サリンジャーと朝鮮人 - 『月の光　現代中国SFアンソロジー』（ケン・リュウ/編、早川書房、2020年3月）訳：中原尚哉
- 地下鉄の驚くべき変容 - 『時のきざはし　現代中華SF傑作選』（立原透耶/編、新紀元社、2020年7月）、訳：上原かおり
- 一九三八年上海の記憶 - 『中国史SF短篇集　移動迷宮』（大恵和実/編訳、中央公論新社、2021年6月）、訳：林久之
- 我々は書き続けよう！ - 『S-Fマガジン』2022年6月号、訳：上原かおり